# Liblar
Liblar a fost o localitate seaparată care aparține azi de Erftstadt, fiind situată în partea de răsărit a orașului în districtul Rhein-Erft, landul Renania de Nord-Westfalia, Germania.

## Istoric

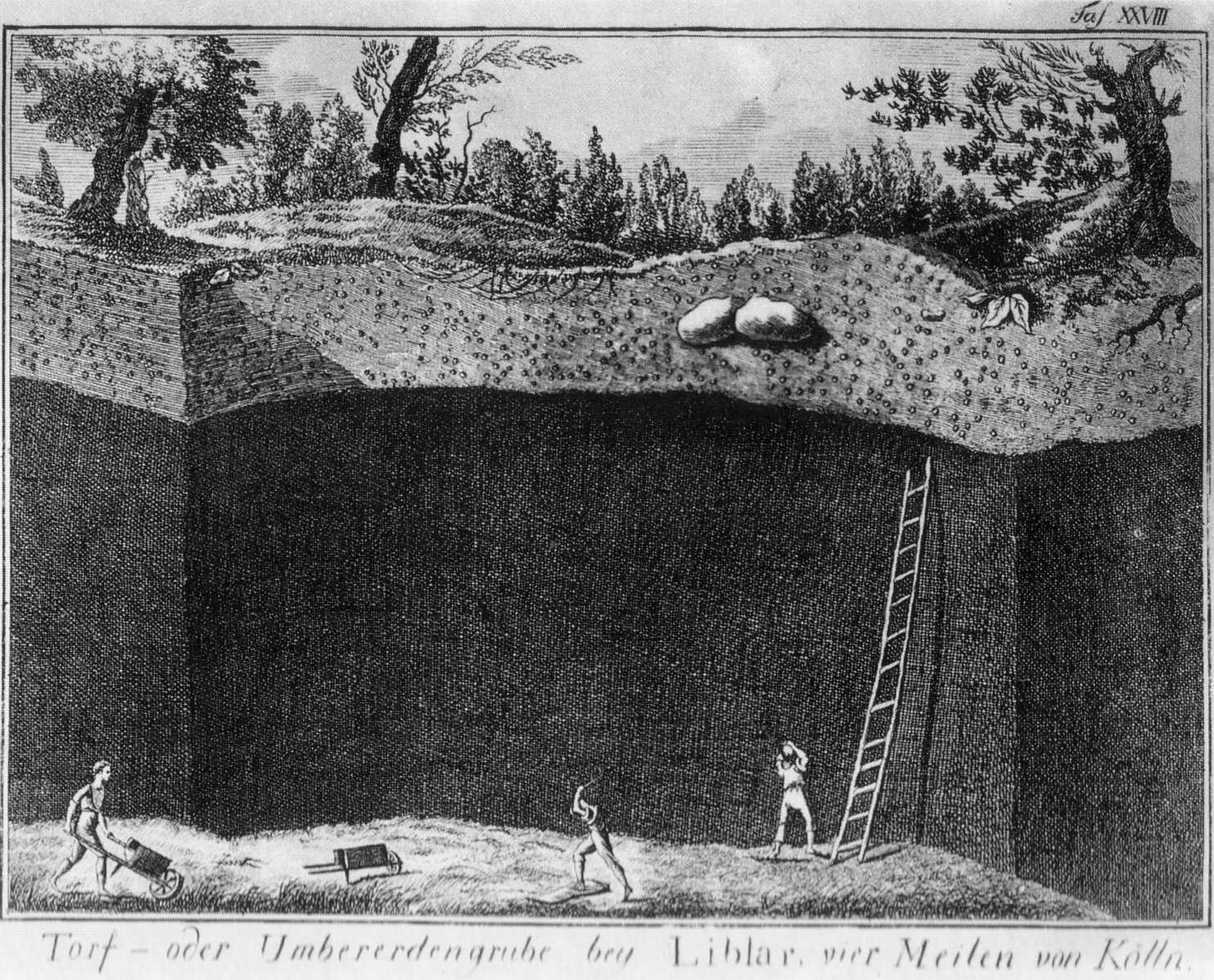
Exploatarea cărbunilor

Prima oară localitatea este amintită parochia din Liblar în 1155, iar localitatea în 1197. Regiunea a fost cunoscută prin exploatarea cărbunelui, brun și a turbei care a oferit locuri de muncă localnicilor până în 1961.  Exploatarea a fost cunoscută sub numele de cariera „Grube Donatus” sau „Grube Liblar”. Numele Donatus provine de la judecătorul „Friedrich Doinet” din Zülpich care a cerut la data de 20 septembrie 1857 ca 2.600 ha. să fie dată pentru exploatarea cărbunilor care la început a fost exploatată subteran și mai târziu numai prin exploatarea la zi sub formă de carieră. Din cărbuni se produceau așa numitele brichete de Concordia, la 1 iulie 1959 exploatarea de cărbuni a fost sistată.

## Locuri de vizitat
Castelul Gracht care se află la sud spre ieșirea din localitate, casa memorială Buschfeld, lângă școală se află fostul cimitir evreiesc, distrus în perioada nazismului care a fost restaurat. Localitatea are o haltă de cale ferată amplasată pe linia dintre Köln și Euskirchen. In anul 1977 a fost o senzație în presa germană când a fost ținut în localitate ostatic și omorât politicianul german „ Hanns Martin Schleyer” de către RAF.